# Tetra-n-butilammónium-bromid
A tetra-n-butilammónium-bromid (TBAB) a kvaterner ammóniumsók közé tartozó vegyület, ellenionja a bromidion. Gyakran használják fázistranszfer katalizátorként.

## Fordítás
Ez a szócikk részben vagy egészben  a   Tetra-n-butylammonium bromide című angol Wikipédia-szócikk ezen változatának fordításán alapul.  Az eredeti cikk szerkesztőit annak laptörténete sorolja fel. Ez a jelzés csupán a megfogalmazás eredetét és a szerzői jogokat jelzi, nem szolgál a cikkben szereplő információk forrásmegjelöléseként.